# Passiflora sicyoides
Passiflora sicyoides là một loài thực vật có hoa trong họ Lạc tiên. Loài này được Schltdl. & Cham. mô tả khoa học đầu tiên năm 1830.